# Pennsylvania Lawn Tennis Championship 1972
Il Pennsylvania Lawn Tennis Championship 1972 è stato un torneo di tennis giocato sull'erba. È stata la 73ª edizione del torneo, che fa parte del Commercial Union Assurance Grand Prix 1972. Si è giocato a Merion negli USA, dal 27 agosto al 2 settembre 1972.

## Campioni

### Singolare
Roger Taylor ha battuto in finale  Malcolm Anderson con il punteggio di 6–4, 6–0, 6–4

### Doppio
Ross Case /  Geoff Masters hanno battuto in finale  Jeff Austin /  Mike Estep con il punteggio di 6–7 6–4 6–4